# I'm Waiting for the Man
„I'm Waiting for the Man“ je skladba americké hudební skupiny The Velvet Underground. Poprvé byla vydána v březnu roku 1967 na prvním albu skupiny nazvaném The Velvet Underground & Nico (jde o druhou skladbu na první straně původní LP desky). Autorem písně, hudby i textu, je zpěvák a kytarista Lou Reed. Text písně vypráví příběh mladého muže bílé pleti shánějícího drogy v newyorském Harlemu. Hudební časopis Rolling Stone tuto skladbu zařadil na 161. příčku žebříčku pětiset nejlepších písní všech dob. Hudebně zaměřené internetové stránky Consequence of Sound píseň zařadily na 65. příčku sta nejlepších písní všech dob.

## Původ
Skladba „I'm Waiting for the Man“ je jednou z prvních písní skupiny The Velvet Underground. Její autor, zpěvák a kytarista Lou Reed, na ní začal pracovat již během studií na Syracuse University. Jde o jednu z šesti písní, které skupina – v té době v sestavě Lou Reed, John Cale a Sterling Morrison (vystupoval s nimi ještě bubeník Angus MacLise, který se však nahrávání neúčastnil) – nahrála v demosnímcích v bytě v newyorské ulici Ludlow Street v červenci 1965. Všechny tyto nahrávky byly později, v roce 1995, vydány na albu Peel Slowly and See (nachází se zde ve třech verzích, ale pouze jedna z nich je zahrána kompletně). V této verzi jde o jednoduchou píseň, v níž nejvýraznějším prvkem je zpěv a slide kytara. Po dokončení mezihry, v níž Reed hraje na foukací harmoniku, se přidá Cale se svou violou. Hlavním zpěvákem byl Reed, v několika verších však tuto úlohu přebral Cale. V textu písně se zpívá „I'm waiting for the man“ (čekám na muže), ale v pozdějších verzích se nachází slova „I'm waiting for my man“ (čekám na mého muže).
V květnu 1966 skupina nahrála ve studiu TTG Studios v Hollywoodu několik písní pro své chystané debutové album; jednou z písní byla právě „I'm Waiting for the Man“. Od původní akustické verze je zcela odlišná: Lou Reed hraje na elektrickou kytaru a zpívá, Sterling Morrison také na elektrickou kytaru, John Cale na klavír a baskytaru a Maureen Tuckerová, která nahradila MacLisea, hraje na bicí. Píseň vyšla v březnu 1967 jako druhá píseň na albu The Velvet Underground & Nico.

## Další verze
Koncertní verze písně vyšla na řadě koncertních alb, jako jsou Live at Max's Kansas City (1972), 1969: The Velvet Underground Live (1974) či Bootleg Series Volume 1: The Quine Tapes (2001). Skupina tuto píseň občasně hrála při koncertech i po odchodu všech původních členů; nahrávka pořízená v tomto období vyšla v roce 2001 na kompilačním albu Final V.U. 1971-1973.
Později píseň nahrálo mnoho dalších hudebníků. Patří mezi ně například zpěvačka Nico, která se skupinou v té době vystupovala; její verze byla vydána roku 1981 na albu Drama of Exile. Bubenice skupiny, Maureen Tuckerová, svou verzi nahrála na své třetí sólové album s názvem I Spent a Week There the Other Night. Při svých koncertech ji hráli i zbylí dva členové skupiny, Lou Reed a John Cale, ale nikdy ji nenahráli ve studiových verzích. Cale svou koncertní verzi písně vydal v roce 1984 na albu John Cale Comes Alive. V roce 1972 spolu John Cale, Lou Reed a Nico vystoupili v pařížském koncertním sále Bataclan a hráli zde i tuto píseň; záznam z koncertu vyšel v roce 2004 na albu Le Bataclan '72. Když byla skupina The Velvet Underground v roce 1993 ve své klasické sestavě obnovena, hrála při koncertech i tuto píseň. Záznam později vyšel na koncertní nahrávce Live MCMXCIII.
Anglická gothicrocková skupina Bauhaus hrála tuto píseň při koncertech; záznam písně byl v roce 1988 vydán na albu Press the Eject and Give Me the Tape – v této verzi navíc coby host zpívala Nico. V roce 2012 svou verzi písně vydal francouzský hudebník Rodolphe Burger na svém albu This Is a Velvet Underground Song That I'd Like to Sing, jehož převážná část je tvořena hudbou od The Velvet Underground. Při svých vystoupeních ji rovněž představovala česká skupina The Plastic People of the Universe, která skupinu The Velvet Underground označovala za svůj velký vzor; její verze byly vydány na albech Bez ohňů je underground (1992) a Trouble Every Day (2002). V Praze si Lou Reed píseň zahrál i se skupinou Půlnoc při vystoupení v klubu ÚLUV na Národní třídě (1990).